# Roberto D’Ettorre Piazzoli
Roberto D’Ettorre Piazzoli (* 27. April 1942 in Rom) ist ein italienischer Kameramann.

## Leben
D’Ettorre Piazzoli begann als Kameraassistent bei Ennio Guarnieri und seinem Onkel Roberto Gerardi. 1966 zum Kameramann gereift, wurde er ab 1973 Chefkameramann zahlreicher Genrefilme, aber auch einiger anspruchsvollerer Werke. In den 1990er Jahren arbeitete er mehrfach in den USA. Seine Werkliste umfasst 30 Filme bis ins Jahr 2001.
Bei zwei Gelegenheiten war er Ko-Regisseur von Ovidio Assonitis.
2003 produzierte D’Ettorre Piazzoli Red Riding Hood.

## Filmografie (Auswahl)
- 1973: Number One
- 1974: Der letzte Schnee des Frühlings (L'ultima neve di primavera)
- 1974: Wer bist du ? (Chi sei?)
- 1976: Stella – einem Stern gewidmet (Dedicato a una stella)
- 1976: Laura (Laure)
- 1976: Tote pflastern seinen Weg (Pronto ad Uccidere)
- 1977: Der Polyp – Die Bestie mit den Todesarmen (Tentacoli)
- 1978: Star Crash – Sterne im Duell (Scontri stellari oltre la terza dimensione)
- 1981: Piranha 2 – Fliegende Killer (Piranha Part Two: The Spawning)
- 1990: Midnight Ride
- 1992: Cold Heart – Der beste Bulle von L.A. (No place to hide)